# Spodistes mniszechi
Spodistes mniszechi är en skalbaggsart som beskrevs av Thomson 1860. Spodistes mniszechi ingår i släktet Spodistes och familjen Dynastidae. Inga underarter finns listade i Catalogue of Life.